# M702iS
FOMA M702iS（フォーマ・エム なな まる に アイ・エス）は、モトローラが開発した、NTTドコモの第三世代携帯電話 (FOMA) 端末製品である。

## 概要
M702iSのデザインは、アメリカやヨーロッパなど世界各国で発売され、およそ5,000万台を売り上げたMotorola RAZR V3xx (MOTORAZR) をベースとしている。人気の高い薄型のフォルムをそのままに、NTTドコモのFOMA端末として日本市場に登場した。モトローラ初のiモード端末でもある。厚さは14.9ミリメートル（mm）で、FOMA最薄の座をprosolid II（厚さ16.7 mm）から奪取した（2007年2月まで）。3Gローミング (WORLD WING) に対応し、日本国外でも利用できる。
2.2インチQVGAをメインディスプレイに採用している。搭載されるカメラは130万画素CMOS。接写機能がないため、バーコードリーダー機能の搭載は見送られた。テレビ電話用のサブカメラはCMOS約10万画素。外部メモリーカードはmicroSDカードに対応。公式には1GBまで対応する。
FOMA端子は装備されておらず、USB端子が装備されている。バスパワーによる充電は無効化されているため、充電はFOMA用ACアダプタに変換器を付ける必要がある。また、この端末のボタンは青色に光る。
iアプリは「Hungry Fish」、「OpeltOut」がプリインストールされている。その他、為替換算機能付き電卓やワールドクロック機能を搭載している。
Neo Black、Hot Pink、Cool Silverには裏面にDoCoMoロゴが刻印されていて、メインディスプレイの上に"MOTOROLA"ロゴが無い。DOLCE & GABBANAとPRODUCT REDにはメインディスプレイの上に"MOTOROLA"ロゴが刻印されている代わり、裏面のDoCoMoロゴが無い（ただしメインディスプレイの下に独自の書体で「NTT DOCOMO M702iS」と刻印されている）。
iモードやメール、iチャネルでは、ソフトウェアの違いからかアプリやデータBOXの時とは画面デザインに違いがある。
マルチタスクには対応しているが、国内メーカーとは異なり専用ボタンは無い。また、iモード、メール、iチャネルは「iモードアプリケーション」という1つのグループに扱われ、同時に起動することが出来ない。
発売当初、70Xシリーズとしてはこれまでに無い人気を得たが、2007年2月に超薄型端末のN703iμ、P703iμが発売されると販売数は減少、本家Motorola RAZR V3xxほどの人気を博すには至らなかった。
マナーモードの設定方法が二種類存在する。一つは日本の携帯で一般的な「#」キーの長押し、もう一つは海外の携帯電話で主流のプロファイルから選択する方法である。

## V3xxとの違い
外見は日本以外で販売されているMotorola RAZR V3xxと同じだが、中身のソフトはNTTドコモの仕様になっており、V3xxとかなりの相違点がある。アイコンは一緒だが、メニューの表示方法や機能の名称は全く違う。
- 英字フォントの変更
- V3xxは対応しているHSDPAに未対応
- V3xxは非搭載の赤外線通信機能に対応
- MP3着信音機能を削除して着うたに対応
- 世界標準の「Messaging (SMS、MMS)と（WebAccess (WAPブラウザ) を削除してドコモ専用のソフト （iモード、iモードメール）を搭載
- E-mailクライアント機能 (POP3、SMTP、IMAP4)の削除
- 世界標準のMIDP2.0からiアプリ （DoJaプロファイル）へとJavaアプリの仕様変更
- Airplane ModeからSelf Modeへ名称変更

「データBOX」もV3xxとは異なる。（そもそもV3xxでは「データBOX」ではなく「Media Finder」である）MOTORAZR V3xx - How To Guideを見ると違いがよくわかる。

## 広告・宣伝
- M702iS の広告に、レアル・マドリード所属のデビッド・ベッカムが採用された（2006年12月16日〜）。かつてはボーダフォン（ソフトバンクモバイル）のCMキャラクターでもあったが、あくまでモトローラとしてのCMキャラクターである。
- メーカー側は「MOTORAZR」のブランドも併用し、「MOTORAZR FOMA M702iS」として宣伝展開した。
- M702iS の発売を記念して、東京都内各所で、ラッピングした車両（HUMMER H3 を使用、愛称は「MOTO BUS（モトバス）」）を走らせる催しが行われた（2007年1月12日まで）。
- JR東日本の列車の広告でM702iGと共に宣伝された。
- 2006年12月22日、M702iSの発売記念イベントが、ドコモショップ渋谷店で開催され、ゲストとしてパリス・ヒルトンが出席した。
- 2006年12月29日、楽天市場で、M702iSの発売記念チャリティーオークションを開催。デビッド・ベッカムがデザインした世界で1台のM702iSが出品され、落札金額はユニセフに寄付された。
- 2007年6月より PRODUCT RED の宣伝大使として、MISIA、布袋寅泰、藤原ヒロシが就任したことを開発元のモトローラが発表した。

## 歴史
- 2006年7月4日: D702iF、M702iG、M702iS、N702iS、P702iD、SH702iSの開発が発表。
- 2006年10月6日: 技術基準適合証明 (TELEC) の審査を通過（証明記号: 001XYAA1283、	001NYDA1729）。
- 2006年12月14日: M702iS 発売開始。イメージキャラクターはデビッド・ベッカム。
- 2006年12月16日: ベッカム選手を採用した、M702iS の広告開始。
- 2006年12月22日: M702iS の発売記念イベントが、渋谷で開催。
- 2006年12月29日: 楽天市場で、M702iS の発売記念チャリティーオークション開催。ベッカムモデルの入札開始。
- 2007年1月11日: ベッカムモデルの入札終了。
- 2007年3月1日: DOLCE &GABBANA モデルの予約受付開始。
- 2007年4月20日: M702iS DOLCE & GABBANA ドコモオンラインショップにて発売開始。
- 2007年4月27日: 新色 PRODUCT RED 販売開始。